# Frane Nonković
Frane Nonković (Metković, 25. travnja 1939. - Rijeka, 5. rujna 2023.), hrvatski vaterpolist, osvajač srebrne medalje na Olimpijskim igrama u Tokiju 1964. godine.

## Životopis
Osnovnu školu i gimnaziju pohađao je u Zadru, a Fakultet za fizičku kulturu, smjer plivanje i vaterpolo, završio je u Zagrebu. Vaterpolo je počeo igrati u PK Jedinstvo, današnji VK Zadar, a nastavio u dubrovačkom Jugu (četiri godine) i kratko u beogradskom VK Crvena zvezda. 
Veći dio igračke karijere proveo je u VK Primorje u Rijeci. Bio je glavni autor povratka VK Primorje među prvoligaše 1970. godine, u ulozi trenera i igrača. Kao igrač osvojio je srebrnu medalju na OI u Tokiju 1964.,  srebrnu medalju na Europskom prvenstvu u Leipzigu 1962. godine, srbrnu medalju na Mediteranskim Igrama u Napulju 1963., i zlatnu medalju na Univerzijadi u Sofiji 1961. Kao igrač dubrovačkog Juga jednu godinu bio je prvi strijelac jugoslavenske lige.
Nakon igračke karijere posvetio se trenerskom pozivu i vodio je VK Primorje iz Rijeke. Od Primorja je stvorio stabilnog prvoligaša i izgradio je temelje za borbu za prvaka Jugoslavije (1978. treće mjesto, 1979. drugo mjesto). Na zamolbu VK Delfin iz Rovinja jednu godinu je na amaterskoj osnovi bio savjetnik struke kluba. Kao trener doveo je VK Primorje u finale Kupa pobjednika kupova 1977. godine. Primorje je finale igralo u Šibeniku (na Kantridi još nisu bili osigurani uvjeti za zimske utakmice) i osvojilo je drugo mjesto. Nakon tog turnira ponuđeno mu je mjesto pomoćnika trenera reprezentacije Jugoslavije; glavni trener bio je pok. Miro Ćirković. Prilikom otvaranja balonom natkrivenog plivališta na Kantridi, VK Primorje je organiziralo poluzavršnicu za prvaka Europe i osvojilo trće mjesto.
 Među inim bavio se i vaterpolo suđenjem od 1987. godine, a kasnije postaje delegat i kontrolor suđenja. Jedan je od osnivača Vaterpolskog saveza Primorsko-goranske županije, gdje je do nedavno aktivno djelovao kao član Izvršnog odbora. Obnašao je niz funkcija u Hrvatskom vaterpolskom savezu (bio je predsjednik Stručne komisije Hrvatskog vaterpolskog saveza).
 Za svoj je športski rad dobio je niz priznanja, a među inim Jugoslavenskog olimpijskog komiteta, Hrvatskog vaterpolskog saveza, Športskog društva Primorje te sportskih saveza Zadra, Dubrovnika i Rijeke.

## Nagrade i priznanja
Nagrada za životno djelo Zajednice sportova Primorsko-Goranske županije 2009.
Trofej Hrvatskog vaterpolskog saveza 1984.
Prigodna plaketa povodom 50. obljetnice Jugoslavenskog olimpijskog komiteta.
Zlatna plaketa "športašima stoljeća" za ostvarenje najviših dostignuća u vaterpolu povodom obilježavanja stogodišnjice Športskog društva Primorje 2008.